# Svallsediment

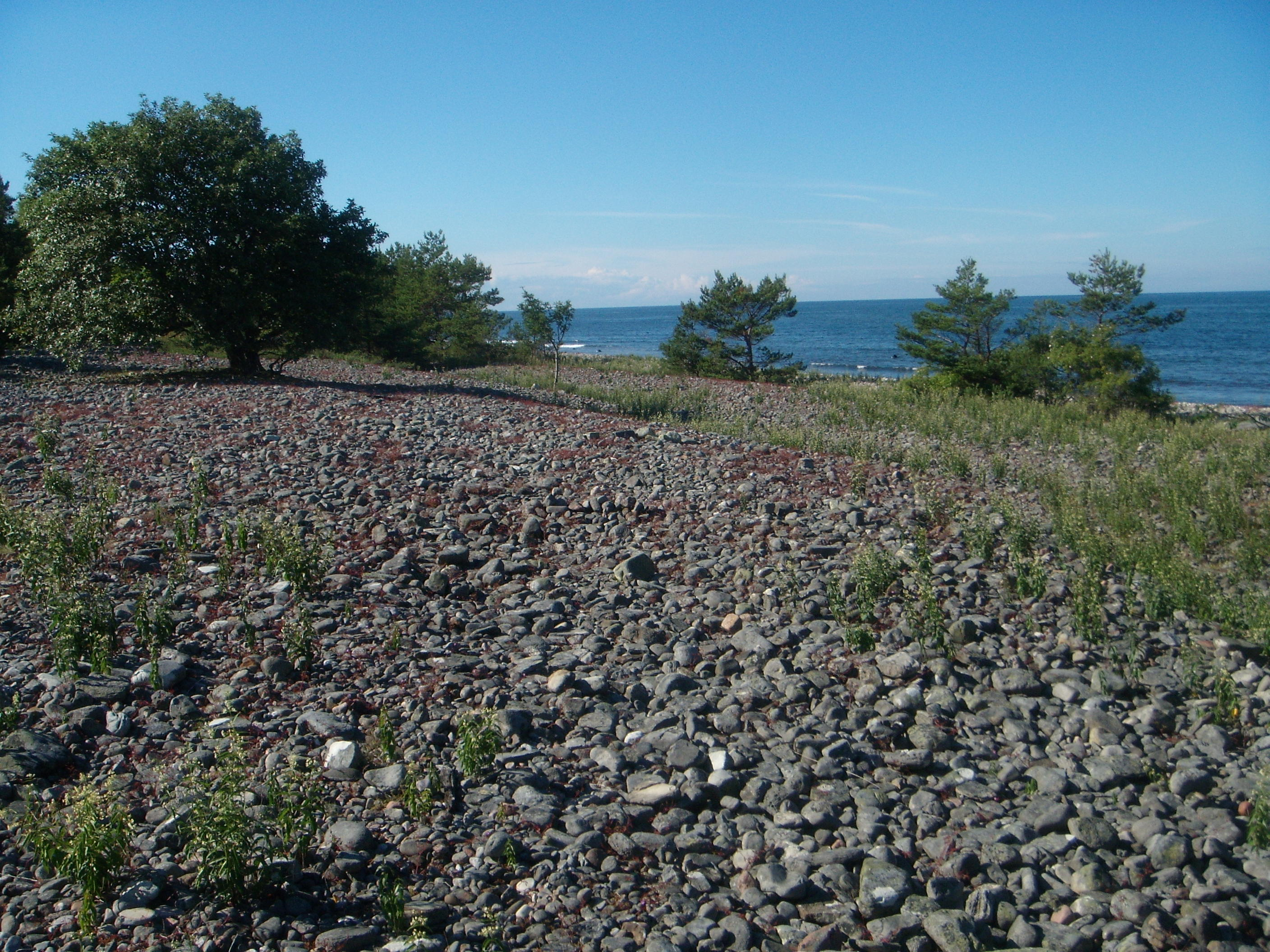
Svallsediment i ett klapperstenfält Trollskogen.

Svallsediment är avlagringar som bildas när havsströmmar, vågsvall och bränningar bearbetar en kust.
I svallområdet sköljs de finare partiklarna bort och det grövsta materialet blir kvar som strandavlagringar av grovt grus,  klappersten och block. Det något finare gruset samt sand förs ut strax utanför stranden och avlagras där. Svallsediment bildas fortlöpande längs kustområden, men det finns även svallsediment som härrör från istidens slutfas där de uppstod längs isälvar. Genom den postglaciala landhöjningen brukar dessa svallsediment återfinnas långt upp på land.
Svallsedimenten kan ha sådan mäktighet att det kan utnyttjas för grusbrytning. En mäktig svallavlagring kan vara intressant för dricksvattenförsörjning då den kan hålla kvar ett stort vattenmagasin, exempelvis i Tullingeåsen som är en viktig grundvattentäkt för kommunerna i Södermanland.